# UNIVAC I
Der UNIVAC I (UNIVersal Automatic Computer I) war der erste in den USA hergestellte kommerzielle Computer und nach dem Zuse Z4 und dem Ferranti Mark I der dritte weltweit. Er wurde von John Presper Eckert und John William Mauchly von der Eckert-Mauchly Computer Corporation entwickelt und von der Computerfirma Remington Rand gebaut. Er war das erste Modell in der Serie der Universal Automatic Calculator.

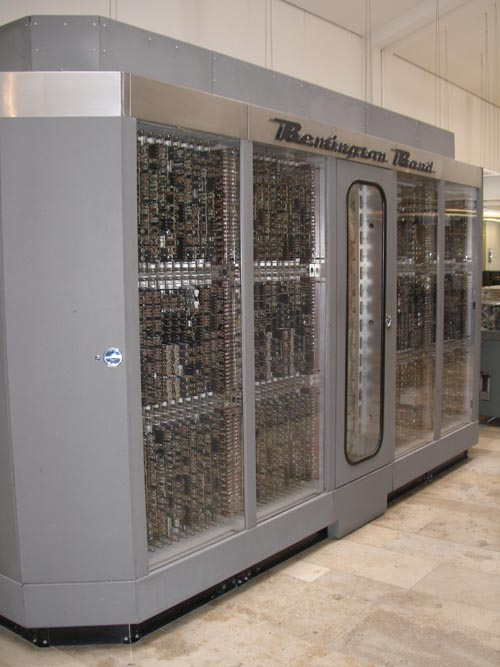
Univac I Factronic im Deutschen Museum in München

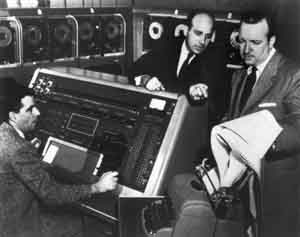
Mitarbeiter von Remington Rand demonstrieren dem CBS-Moderator Walter Cronkite den UNIVAC I des US Census Bureau

Der erste UNIVAC wurde am 30. Mai 1951 an das United States Census Bureau ausgeliefert und am 14. Juni in Betrieb genommen. Am 1. Februar 1952 erhielt die US Air Force einen UNIVAC I. Den fünften erhielt CBS im Jahre 1952 zur Vorhersage der Präsidentschaftswahlergebnisse. Mit einer Stichprobengröße von sieben Prozent berechnete er das korrekte Ergebnis: Eisenhower wird mit großer Mehrheit gewinnen.
Der UNIVAC I bestand aus 5.200 Röhren, 18.000 Kristall-Dioden und wog bis zu 13 Tonnen, benötigte eine elektrische Leistung von bis zu 125 Kilowatt und konnte 1905 Rechenoperationen pro Sekunde durchführen. Der Laufzeitspeicher aus Quecksilber umfasste 4,3 m × 2,4 m × 2,6 m. Die Zugriffszeit betrug 40 bis 404 µs.
Das gesamte System benötigte eine Stellfläche von 35,5 Quadratmetern.

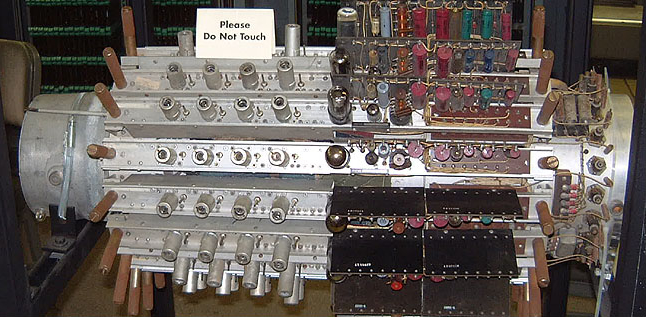
Quecksilber-Laufzeitspeicher des UNIVAC I

Man verwendete Verzögerungsleitungen zur dynamischen Datenspeicherung. Sie bestanden aus einer Quecksilberröhre, an deren beiden Enden ein Schwingquarz angebracht war. Wurde der Quarz durch einen kurzen Stromstoß zum Schwingen angeregt, so pflanzten sich die erzeugten Ultraschallwellen im Quecksilber mit der Ausbreitungsgeschwindigkeit von zwei Kilometern pro Sekunde fort. Nach einer entsprechenden Verzögerungszeit erzeugte der Druckanstieg der Wellen am anderen Schwingquarz einen Spannungsanstieg. Wurde nun der sendende Quarz mit entsprechenden Stromstößen synchron zum Takt des Rechenwerks aufgefrischt (analog zum DRAM), so konnte ein serielles Bitmuster einer bestimmten Länge beliebig lange im Quecksilber umlaufen. Auf diese Weise erfolgt die Speicherung im Quecksilber durch Schallwellen.
Der Hauptspeicher fasste 1000 Worte mit zwölf Dezimalstellen (inklusive einer Stelle für das Vorzeichen). Die Befehlsliste umfasste 45 verschiedene Befehle, wobei zwei Befehle jeweils in ein Wort codiert waren.
Das US Census Bureau erhielt im Oktober 1954 eine zweite Maschine. Der anfängliche Preis von 159.000 US-Dollar kletterte bis auf 1,5 Millionen US-Dollar und war damit für die meisten Universitäten zu hoch. Es wurden lediglich drei Maschinen an US-amerikanische Universitäten gespendet.
Der erste UNIVAC I in Deutschland wurde am 19. Oktober 1956 von Carl Hammer, Direktor des Frankfurter Battelle-Instituts, offiziell in Betrieb genommen. Die Einweihung des ersten europäischen Rechenzentrums von Remington Rand gilt als Start der kommerziellen Datenverarbeitung und besonders der DV-Ausbildung in Deutschland. Sie wurde im Schichtbetrieb von jeweils zwölf bis 20 Personen bedient. Freie Rechenkapazitäten an der UNIVAC I wurden damals für 1470 Mark pro Stunde (2025 ca. 4.368 Euro) vermietet.
Insgesamt wurden 46 UNIVAC-I-Maschinen gebaut und ausgeliefert. Ab 1958 war das Nachfolgemodell UNIVAC II lieferbar.